# Jirón Dos de Mayo (Celendín)
El jirón Dos de Mayo es una de las principales calles de la ciudad de Celendín, en el Perú. Se extiende de sur a norte a lo largo de 19 cuadras. En la cuadra 7 está ubicada la plaza mayor de la ciudad, así como la catedral.

## Recorrido
Se inicia en el extremo sur de la ciudad, siguiendo el trazo del jirón San Cayetano.